# ВМСО
Всероссийское масс-спектрометрическое общество — общественная организация, объединяющая ученых и специалистов, занятых научно-исследовательской, производственной и преподавательской работой в области масс-спектрометрии и её приложений.

## История
Решение о создании общества принял в октябре 2003 г. Учредительный съезд, на котором присутствовали более 200  делегатов из  50  регионов РФ. Инициаторами создания общества были профессор А.Т.Лебедев, известный специалист в области масс-спектрометрии Ю.С.Ходеев, профессор В.Г.Заикин и др.

## Деятельность
Основной целью Общества является содействие развитию отечественной масс-спектрометрии как современной фундаментальной и прикладной науки, сплочение научной, инженерной и технической общественности для решения актуальных задач масс-спектрометрии и использования её достижений; расширение и углубление международных контактов и кооперации, решение образовательных задач в различных областях применения масс-спектрометрии.
В соответствии с целями общества в рамках его деятельности реализуются следующие проекты:
1. Регулярная (раз в два года) организация крупнейшей (по числу участников) в РФ конференции, посвященной   актуальным задачам масс-спектрометрии «Масс-спектрометрия и её прикладные проблемы».
2. Проведение обучающих семинаров по теории и практике применения масс-спектрометрии для решения различных аналитических задач.
3. Издание журнала «Масс-спектрометрия». Журнал публикует оригинальные научные статьи, обзоры, учебные и справочные материалы по всем разделам теории и практики масс-спектрометрии. Главный редактор журнала — профессор В.Г.Заикин.
4. Сбор актуальной научной информации о значимых событиях в сфере масс-спектрометрии и информирование о них членов Общества.
5. Взаимодействие с различными коммерческими и государственными организациями с целью расширения возможностей трудоустройства специалистов в области масс-спектрометрии.
6. Организация взаимодействия профессионального сообщества масс-спектрометристов с различными государственными органами в целях продвижения масс-спектрометрии, как современного метода анализа.

## Международная деятельность
Всероссийское масс-спектрометрическое общество,наряду с национальными масс-спектрометрическими обществами других стран,входит в Международное масс-спектрометрическое общество (International Mass Spectrometry Foundation)

## Управляющие органы
Руководство общества осуществляется избираемыми съездом ВМСО Президентом общества и Советом общества. Наиболее активные участники Совета общества формируют его Президиум. На регулярных заседаниях Президиума Совета ВМСО под руководством Президента ВМСО проводится рассмотрение текущих вопросов работы Общества, обсуждается редакторская политика журнала «Масс-спектрометрия». В Совет общества входят около 40 наиболее авторитетных специалистов-членов Общества. Президентом ВМСО в настоящий момент является к.х.н., в.н.с ИНХС РАН  Р.С. Борисов.

## Почётные члены
Почётные члены Общества выбираются решением съезда ВМСО в знак признания их заслуг в области разработки и развития новых масс-спектрометрических методов и подходов. С 2003 г. почётными членами ВМСО стали: Хмельницкий Рюрик Аркадьевич, Галль Лидия Николаевна, Танцырев Георгий Дмитриевич, Заикин Владимир Георгиевич, Чижов Олег Сергеевич, Черепин Валентин Тихонович, Терентьев Петр Борисович, Сысоев Александр Алексеевич, Токарев Михаил Исаакович, Кирьянов Георгий Иосифович.

## Почётная медаль «За выдающиеся заслуги в области масс-спектрометрии»
Раз в 2 года ВМСО награждает наиболее выдающихся деятелей науки. Медаль учреждена для поддержки и поощрения выдающихся специалистов в области масс-спектрометрии и её приложений, в том числе ученых, педагогов, инженеров. Лауреатом этой награды может стать любой член ВМСО, независимо от гражданства, внесший значительный вклад в дело развития масс-спектрометрии и её приложений.
С 2003 года медалью награждены: Мамырин, Борис Александрович, Галль Лидия Николаевна, Макаров, Александр Алексеевич, Ревельский, Игорь Александрович, Зубарев, Роман Александрович.